# Homonnarokitó
Homonnarokitó (szlovákul: Rokytov pri Humennom, ukránul: Rokityiv kolo Humennoho) község Szlovákiában, az Eperjesi kerület Homonnai járásában. Homonnarokitó és Izbugyarokitó egyesülésével jött létre.

## Fekvése
Homonnától 22 km-re északra, a Laborctól keletre fekszik.

## Története
A régészeti leletek tanúsága szerint a község területe már a késői kőkorszakban lakott volt.
A mai települést 1379-ben egy birtokvita kapcsán említik először.
A 18. század végén Vályi András így ír róla: „ROKITO. Homonna Rokito. Orosz falu Zempl. Várm. földes Ura Szirmay Uraság, lakosai ó hitüek, határja 2 nyomásbéli; Izbugya Rokitótól egy árok választya-el, földgye közép termékenységű.”
Fényes Elek 1851-ben kiadott geográfiai szótárában így ír a faluról: „Rokitó, (Homonna), orosz falu, Zemplén vmegyében, Papina fil., 350 g. kath. lak. Ut. p. Homonna.”
Borovszky Samu monográfiasorozatának Zemplén vármegyét tárgyaló része szerint: „Homonnarokitó, ruthén kisközség a Viravka völgyében, 74 házzal és 398 gör. kath. vallású lakossal. Postája, távírója és vasúti állomása Koskócz. A XVI. század óta a homonnai uradalomhoz tartozott és a Drugethek voltak az urai. Később aztán az Almásyaké lett, majd a báró Luzsénszkyaké, most pedig a késmárki takarékpénztárnak van itt nagyobb birtoka. Gör. kath. temploma a XVIII. század elején épült. Az egyház birtokában 1714-ből való ezüst-kehely és szentséghordó szelencze van, melyet Rokitóy Jakab ajándékozott az egyháznak.”
1920 előtt Zemplén vármegye Homonnai járásához tartozott.
Homonnarokitót és Izbugyarokitót 1970-ben egyesítették.

## Népessége
| Év:            | 1994. | 2004.    | 2014.   | 2024.   |
| -------------- | ----- | -------- | ------- | ------- |
| Emberek száma: | 354   | 303      | 304     | 287     |
| Eltérés:       |       | -14,40 % | +0,33 % | -5,59 % |

| Év:            | 2023. | 2024.   |
| -------------- | ----- | ------- |
| Emberek száma: | 294   | 287     |
| Eltérés:       |       | -2,38 % |

1910-ben 426, túlnyomórészt ruszin lakosa volt.
2001-ben 339 lakosából 250 szlovák, 50 ruszin és 30 ukrán volt.
2011-ben 307 lakosából 180 szlovák és 106 ruszin.

## Lásd még
- Izbugyarokitó